# Mount Coleman
Mount Coleman är ett berg i Antarktis. Det ligger i Östantarktis. Nya Zeeland gör anspråk på området. Toppen på Mount Coleman är 853 meter över havet.
Terrängen runt Mount Coleman är huvudsakligen kuperad. Trakten är obefolkad. Det finns inga samhällen i närheten.